# 承德医学院
承德医学院是位于中华人民共和国河北省承德市的一所全日制公办医学类本科高等院校。

## 校史
承德医学院肇始于1945年9月由冀东军区成立的卫生学校；1947年9月，学校与冀察热辽军医学校合并为冀察热辽医科专门学校；1948年1月，更名为中国医科大学第四分校。1949年3月，迁至热河省省会承德市，5月更名为热河医学院。1958年，更名为承德高等医学专科学校。1982年11月，学校升格为本科层次的承德医学院。2003年，中华人民共和国教育部批准承德医学院成为硕士学位授权学校。